# Ґоломбек (Мазовецьке воєводство)
Ґоломбек (пол. Gołąbek) — село в Польщі, у гміні Скужець Седлецького повіту Мазовецького воєводства.
Населення — 552 особи (2011).
У 1975-1998 роках село належало до Седлецького воєводства.

## Демографія
Демографічна структура станом на 31 березня 2011 року:
|          | Загалом | Допрацездатний вік | Працездатний вік | Постпрацездатний вік |
| -------- | ------- | ------------------ | ---------------- | -------------------- |
| Чоловіки | 276     | 54                 | 196              | 26                   |
| Жінки    | 276     | 57                 | 164              | 55                   |
| Разом    | 552     | 111                | 360              | 81                   |